# Ancylostemon saxatilis
Ancylostemon saxatilis là một loài thực vật có hoa trong họ Tai voi. Loài này được (Hemsl.) Craib mô tả khoa học đầu tiên năm 1920.